# Barbus microterolepis
Barbus microterolepis е вид лъчеперка от семейство Шаранови (Cyprinidae).

## Разпространение
Видът е разпространен в Етиопия.

## Описание
На дължина достигат до 11,8 cm.